# العلاقات البلغارية الجورجية
العلاقات البلغارية الجورجية هي العلاقات الثنائية التي تجمع بين بلغاريا وجورجيا.

## مقارنة بين البلدين
هذه مقارنة عامة ومرجعية للدولتين:
| وجه المقارنة                                              | بلغاريا                                                                             | جورجيا                          |
| --------------------------------------------------------- | ----------------------------------------------------------------------------------- | ------------------------------- |
| المساحة (كم2)                                             | 110.99 ألف                                                                          | 69.70 ألف                       |
| عدد السكان (نسمة)                                         | 7.08 مليون                                                                          | 3.72 مليون                      |
| الكثافة السكانية (ن./كم²)                                 | 63.79                                                                               | 53.37                           |
| العاصمة                                                   | صوفيا                                                                               | تبليسي، كوتايسي                 |
| اللغة الرسمية                                             | اللغة البلغارية                                                                     | اللغة الجورجية، اللغة الأبخازية |
| العملة                                                    | ليف بلغاري                                                                          | لاري جورجي                      |
| الناتج المحلي الإجمالي (بليون دولار)                      | 56.83 مليار                                                                         | 15.16 مليار                     |
| الناتج المحلي الإجمالي (تعادل القوة الشرائية) بليون دولار | 130.99 مليار                                                                        | 35.68 مليار                     |
| الناتج المحلي الإجمالي الاسمي للفرد دولار أمريكي          | 8.03 ألف                                                                            | 3.79 ألف                        |
| الناتج المحلي الإجمالي للفرد دولار أمريكي                 | 17.21 ألف                                                                           |                                 |
| مؤشر التنمية البشرية                                      | 0.782                                                                               | 0.754                           |
| رمز المكالمات الدولي                                      | +359                                                                                | +995                            |
| رمز الإنترنت                                              | .bg، .бг ‏                                                                           | .ge، .გე ‏                       |
| المنطقة الزمنية                                           | ت ع م+02:00، ت ع م+03:00، أوروبا/صوفيا ‏، توقيت شرق أوروبا، توقيت شرق أوروبا الصيفي ‏ | ت ع م+04:00                     |

## مدن متوأمة
في ما يلي قائمة باتفاقيات التوأمة بين مدن بلغارية وجورجية:
- ترتبط بلوفديف مع كوتايسي باتفاقية توأمة.
- ترتبط بلدية برغاس [الإنجليزية]‏ مع باطوم باتفاقية توأمة.[17]
- ترتبط صوفيا مع تبليسي باتفاقية توأمة منذ 2000.
- ترتبط بورغاس مع باطوم باتفاقية توأمة منذ 28 مايو 2012.[17][17]

## منظمات دولية مشتركة
يشترك البلدان في عضوية مجموعة من المنظمات الدولية، منها:
| علم المنظمة | اسم المنظمة                             | تاريخ انضمام بلغاريا | تاريخ انضمام جورجيا |
| ----------- | --------------------------------------- | -------------------- | ------------------- |
|             | اتفاقية السماوات المفتوحة               | ?                    | ?                   |
|             | يونسكو                                  | 17 مايو 1956         | 7 أكتوبر 1992       |
|             | الفريق المعني برصد الأرض                | ?                    | ?                   |
|             | مؤسسة التمويل الدولية                   | 22 يوليو 1991        | 29 يونيو 1995       |
|             | مجلس أوروبا                             | 7 مايو 1992          | 27 أبريل 1999       |
|             | منظمة التجارة العالمية                  | 1 ديسمبر 1996        | 14 يونيو 2000       |
|             | منظمة الأمن والتعاون في أوروبا          | 25 يونيو 1973        | 24 مارس 1992        |
|             | المنظمة الأوروبية لسلامة الملاحة الجوية | 1997                 | 2012                |
|             | الاتحاد البريدي العالمي                 | ?                    | ?                   |
|             | الاتحاد الدولي للاتصالات                | 18 سبتمبر 1880       | 7 يناير 1993        |
|             | منظمة التعاون الاقتصادي للبحر الأسود    | ?                    | 25 يونيو 1992       |
|             | الأمم المتحدة                           | 14 ديسمبر 1955       | 31 يوليو 1992       |
|             | البنك الدولي للإنشاء والتعمير           | 25 سبتمبر 1990       | 7 أغسطس 1992        |

## وصلات خارجية
- موقع وزارة الخارجية البلغارية
- موقع وزارة الخارجية الجورجية